# Oleksiivka, Hrebinka
Oleksiivka (în ucraineană Олексіївка) este un sat în comuna Natalivka din raionul Hrebinka, regiunea Poltava, Ucraina.

## Demografie
Componența lingvistică a localității Oleksiivka
     Ucraineană (98,07%)
     Rusă (1,69%)
     Alte limbi (0,24%)
Conform recensământului din 2001, majoritatea populației localității Oleksiivka era vorbitoare de ucraineană (98,07%), existând în minoritate și vorbitori de rusă (1,69%).